# Jay Apt
Jerome "Jay" Apt III (Springfield, 28 de abril de 1949) é um ex-astronauta e físico norte-americano, veterano de quatro missões a bordo do ônibus espacial.
Com bacharelado em Física pela Universidade Harvard em 1971, cursou posteriormente o Instituto de Tecnologia de Massachusetts onde formou-se como Doutor em Filosofia em 1976 e até 1980 integrou a equipe do Centro para Físicas Planetárias e da Terra em Harvard, onde serviu como diretor-assistente da Divisão de Ciências Aplicadas. Neste ano ele juntou-se à Divisão de Ciências Terrestre e Espaciais da NASA no Laboratório de Propulsão a Jato (JPL) como cientista e pesquisador planetário. Entre 1982 e 1985 trabalhou como controlador de voo responsável por operações de carga dos ônibus espaciais no Centro Espacial Lyndon B. Johnson. Em 1985 foi selecionado para o curso de astronautas da NASA qualificando-se após um ano de treinamento.
Foi ao espaço pela primeira vez em 5 de abril de 1991 como especialista de missão da STS-37 Atlantis, onde fez duas caminhadas espaciais para a colocação em órbita do Observatório de Raios Gama Compton e liberação manual de suas antenas, que não abriram de maneira automática. Durante a segunda caminhada espacial, para testar um hardware depois usado na ISS, uma barra na mão de Apt fez um micro furo em sua luva direita só percebida após o fim dos trabalhos. Apesar de exposto ao vácuo, ele sofreu apenas uma pequena cicatriz na mão. Um ano depois, em setembro de 1992, fez seu segundo voo a bordo da STS-47 Endeavour como engenheiro de voo, uma missão de oito dias em órbita que fez experiências em ciências da vida.
Sua terceira missão espacial foi lançada na STS-59 Endeavour em 9 de abril de 1994, e com a duração de onze dias teve como principal objetivo ativar o Space Radar Laboratory-1, levado na espaçonave, para realizar estudos sobre a Terra nos mais variados campos da ciência. Sua última missão, iniciada em 16 de setembro de 1996 a bordo da STS-79 Atlantis e parte do programa Shuttle-Mir, o levou a acoplar-se com a estação espacial russa Mir para entrega de equipamentos e suprimentos.
Autor do livro Orbit: NASA Astronauts Photograph the Earth e de várias publicações técnicas, após deixar a NASA tornou-se professor da Universidade Carnegie Mellon.